# Агнес София Ройс-Еберсдорф
Агнес София фон Промниц-Зорау или Агнес София Ройс-Еберсдорф (на немски: Agnes Sophie von Promnitz-Sorau; Agnes Sophie Reuß zu Ebersdorf; * 14 май 1720, Зорау (днес Жари) в Полша; † 2 август 1791, Хернхут, Курфюрство Саксония) е графиня от Промниц-Зорау и чрез женитба графиня на Ройс-Еберсдорф в Хернхут в Курфюрство Саксония.

## Биография
Тя е най-малката дъщеря на граф Ердман II фон Промниц (1683 – 1745) и първата му съпруга му принцеса Анна Мария фон Саксония-Вайсенфелс (1683 – 1731), дъщеря на херцог Йохан Адолф I фон Саксония-Вайсенфелс (1649 – 1697) и първата му съпруга Йохана Магдалена фон Саксония-Алтенбург (1656 – 1686). Баща ѝ Ердман II се жени втори път 1733 г. в Шлайц за Хенриета Елеонора фон Лобенщайн (1706 – 1762).
След смъртта на баща ѝ Агнес София фон Промниц се мести през 1745 г. в Еберсдорф и след две години се омъжва на 4 ноември 1747 г. в Бертелсдорф, Хернхут, за граф Хайнрих XXVIII Ройс-Еберсдорф (* 30 август 1726, Еберсдорф; † 10 май 1797, Хернхут), третият син на граф Хайнрих XXIX фон Ройс-Лобенщайн-Еберсдорф (1699 – 1747) и графиня София Теодора фон Кастел-Ремлинген (1703 – 1777). Те нямат деца. С него тя се мести в Хернхут и Барби, където двамата са активни в братската община.
Хайнрих купува през 1748 г. селището Барби и дворец Барби за братската община Хернхут (пиетизъм). Следващата година там се създава теологически семинар и по-късно селището Гнадау. Агнес София придружава съпруга си Хайнрих в пътуванията му през Германия, Швейцария, Франция, Нидерландия, Англия и Ирландия. През 1766 г. той посреща пръв в общината Хернхут австрийския император Йозеф II. През 1772 г. той множество пъти е приеман при пътуването си от британския крал Джордж III.
През 1765 г. тя получава част от собственостите на брат си Йохан Ердман. През следващите години тя купува други имения.
Агнес София фон Промниц умира бездетна на 71 години на 2 август 1791 в Хернхут и е погребана там в гробището Готесакер. Нейният съпруг Хайнрих наследява след смъртта ѝ нейните големи собствености. С Агнес София умира последният представител на графската линия на род фон Промниц.

## Галерия
- Герб на фон Промниц
- Дворец Хернхут
- Входният портал към Хернхутския Готесакер